# Операција Спречити лет
Операција Спречити лет је назив за операцију које су покренуле НАТО снаге 12. априла 1993. с циљем да спроведу у дело одлуку Савета безбедности Уједињених нација о увођењу зоне забрањеног лета над Босном и Херцеговином. Касније је под притиском САД СБ УН усвојио одлуку којом су НАТО снаге добиле овлашћење за пружање непосредне ваздушне подршке снагама УН и спровођење ваздушних напада на мете у БиХ. У операцији су учествовале снаге дванаест чланица НАТО. До краја 20. децембра 1995. пилоти НАТО извели су 100.420 борбених летова.
НАТО се по први пут у својој историји војно ангажовао: 28. фебруара 1994. у ваздушној бици над небом Бања Луке оборио је 4 српских авиона, а у операцији у близини Горажда гађао је први пут мете на земљи. Ова борбена дејства показала су да се НАТО прилагодио условима насталим после Хладног рата и да, изузимајући низије у средњој Европи, може дејствовати у окружењу. Сарадња између УН и НАТО током операције такође је утрла пут каснијим заједничким операцијама. Иако је помогла успостављању односа УН и НАТО, операција Спречити лет изазвала је сукобе између двају организација. Напетост између њих нарочито је нарасла након што су миротворци УН узети за таоце као одговор на НАТО бомбардовање.
Операција је трајала више од две године. Претходила је операцији Намерна сила, односно масивном НАТО бомбардовању Републике Српске које је одиграло одлучујућу улогу у окончању рата.

## Позадина и операција Скај монитор
На почетку рата у БиХ, октобра 1992, Савет безбедности Уједињених нација усвојио је резолуцију 781. Ова резолуција забрањивала је неовлашћене војне летове у ваздушном простору БиХ. Након усвајања ове резолуције, НАТО је покренуо операцију Скај монитор. Током ове операције НАТО снаге су надгледале зону забране летења, али против кршилаца нису предузимале никакву војну акцију. До априла 1993, НАТО снаге су документовале више од 500 прекршаја у зони забране лета. Као одговор на кршење ваздушног простора БиХ и резолуцију 781, СБ УН донео је резолуцију 816.
Док је резолуција 781 забрањивала само војне летове, резолуција 816 забрањивала је све летове у ваздушном простору БиХ, изузимајући оне које је изричито овластио Координациони центар за лет УН у Загребу. Резолуција је овластила и земље чланице УН да „предузму све нужне мере ... да би се осигурало поштовање“ ограничења у зони забрани лета. Као одговор на ову резолуцију, НАТО је 12. априла 1993. започео операцију Спречити лет. Првобитно је задатак операције био осигуравање зоне забране лета. Касније је неколико чланица НАТО, укључујући САД, изразило спремност за проналажење начина да се рат заврши и побољша ситуација цивила. Они су веровали да се то може постићи војном акцијом. САД су већ предузеле једностране акције у погледу помагања цивила у ратом захваћених подручјима. У склопу операције Пружи обећање (Provide Promise) испоручивана је хуманитарна помоћ у БиХ. Многи званичници САД залагали су се за употребу војне силе. Били су спремни да прошире ваздушне операције САД операцијом Спречити лет. Веровали су да ће примена силе у зони забрани лета и евентуални ваздушни напади брже окончати сукоб. НАТО снаге претрпеле су свој први губитак већ другог дана операција, када се француски Мираж 2000 срушио у Јадранско море услед механичког квара. Пилот се катапултирао.

## Успостављање зоне забране летења
Након усвајања, операција Спречити лет је била релативно успешна у спречавању авиона од летења у забрањеном ваздушном простору изнад БиХ. Током операције Скај монитор, у просеку је било 20 неовлашћених летова месечно, али током операције Спречити лет, просек је износио три лета месечно. Процењује се да је за време сукоба у БиХ је било само 32 војна авиона. Сви они су пре рата припадали ЈНА, а током рата налазили су се под контролом Срба. Стога је задатак НАТО био пре свега спречавање упада у ваздушни простор БиХ из Хрватске и Србије.
До првог озбиљног кршења зоне забране лета дошло је 28. фебруара 1994, када је шест јастребова Ј-21 РСК бомбардовало муслиманску фабрику оружја у Травнику. Авиони F-16 Америчког ратног ваздухопловства оборили су четири од шест јастребова изнад Бања Луке. Ово је било прво борбено дејство у операцији Спречити лет и једина значајна ваздушна битка. Можда важније од тога је чињеница да је Бањалучки инцидент прво борбено дејство у историји НАТО. Српска страна потврдила је губитак пет авиона.
Док је операција Спречити лет била релативно успешна у заустављању летова авиона, НАТО снаге су имале потешкоћа да зауставе летове хеликоптера, који су представљали већи изазов. Све зараћене стране су користиле хеликоптере углавном у невојне сврхе, а неке летове овластиле су УН. Према правилима вођења операције, ловци НАТО су били овлашћени да оборе само оне хеликоптере који су починили непријатељски акт. У супротном случају, ловци НАТО су издавали наредбу „слети или изађи“ (land or exit), другим речима тражили су да пилот приземљи летелицу или напусти зону забране лета. Хеликоптери који су се нашли у ваздушном простору БиХ обично су се повиновали овим наредбама, слећући на земљу, али би поново полетали када би НАТО снаге отишле. Ниједна зараћена страна није поштовала забрану лета хеликоптера, као што се уосталом види из одговора Ратка Младића на питање новинара ББЦ зашто крши забрану лета: „Командант оружаних снага Срба у БиХ не јаше магарца“.
Осим тога, лажне ознаке на хеликоптерима отежавале су посао пилотима НАТО. Војници су често на своје хеликоптере стављали ознаке организације које је Координациони центар за лет у Загребу овластио да лете у забрањеном простору. На пример, војска Републике Српске често је стављала лого Црвеног крста на своје хеликоптере, а хрватски хеликоптери су имали ознаке сличне онима које су носили хеликоптери хуманитарне помоћи УН. Сумњив идентитет ових хеликоптера представљао је нарочит проблем након инцидента са Црним јастребом у Ираку, када су ловци F-15 амерички хеликоптер идентификовали са ирачким и оборили га, пошто пилоти НАТО нису хтели дејствовати уколико нису били потпуно сигурни у идентитет летелице. Због правила вођења рата и потешкоћа са идентификовањем летелица, НАТО снаге су се показале немоћним да зауставе већину неовлашћених летова хеликоптера, што је за последицу имало 5711 документованих неовлашћених летова током рата.

## Непосредна ваздушна подршка и ваздушни напади
Још пре него што је започета операција Спречити лет, један број америчких званичника лобирао је да ваздушне снаге НАТО примене већу силу у БиХ. Бил Клинтон је у својој платформи током предизборне кампање за председника САД најављивао политику lift and strike, која је подразумевала употребу ваздушних напада против српских снага у БиХ. Након отпочињања операције Спречити лет, амерички званичници, међу којима и председник Клинтон, тражили су да се мисија прошири. Након што су Срби одбили Венс-Овенов план 6. маја 1993, Клинтон и други амерички званичници интензивирали су своје апеле и размотрили могућност употребе напада великих размера који би Србе приморали на прихватање мировних услова. На крају ниједан такав напад није одобрен нити изведен, али амерички званичници су постали отворенији према идеји о употреби ваздушних напада у сврху принуде.
Јуна 1993, делимично под притиском САД, Савет безбедности усвојио је Резолуцију 836 којим су НАТО снаге добиле овлашћење за пружање непосредне ваздушне подршке снагама УНПРОФОР-а уколико оне то затраже. Поступак тражења ваздушне подршке био је прилично компликован, јер је почивао на принципу двоструког кључа, односно изискивао је одобрење и УН и НАТО. За одобрење УН требало се обратити седишту у Њујорку, а с обзиром на разлику у временским зонама ефикасна координација је била готово немогућа. Процес добијања одобрења УН касније је поједностављен када је генерални секретар Бутрос-Бутрос Гали пренео овлашћења за одобрење ваздушних напада на свог представника у Босни, Јасушија Акашија. Чак и после овог поједностављивања, принцип двоструког кључа и даље је представљао проблем. Наиме, прво је требало да сви захтеви буду обрађени у Центру за ваздушне операције у Кисељаку, а затим да препусте читав ланац команде УНПРОФОРА Акашију. Након што би Акаши одобрио захтев, поднео би га НАТО командирима који би затим проследили наређења назад у свој ланац команде и координисали са снагама на земљи.
Због компликоване процедуре, НАТО неколико месеци није обавио мисију ваздушне подршке. Без обзира на то, ускоро је почео да планира трећу месију: ваздушне нападе у сврху принуде који су заговарани у САД. НАТО је први пут био спреман да искористи операцију Спречити лет за извођење ваздушних напада августа 1993. Планирани ваздушни напади су били замишљени као део плана за окончање опсаде Сарајева. После дипломатске интервенције, план није извршен, али је направљен преседан за могућу употребу ваздушних напада. Тако је у фебруару 1994, након бомбардовања Сарајевске пијаце, НАТО издао ултиматум Србима да повуку све тешко наоружање из зоне искључења или ће у противном бити бомбардовани. Пошто су се Срби повиновали захтевима НАТО, ваздушни напади нису више спровођени.

### Напад на Горажде
У априлу 1994. српске снаге су покренуле напад на безбедну зону УН Горажде. У почетку, секретар одбране САД Вилијам Пери рекао је новинарима да САД „неће ући у рат да зауставе Србе“ од заузимања Горажда, а други виши званичници јавно су умањивали могућност употребе ваздушних напада. Међутим, неколико дана од почетка напада неколико војника УНПРОФОР-а је рањено, а један је настрадао у размени ватре. Стога је генерал Мајкл Роуз, командант УНПРОФОРа, затражио од НАТО да дејствује у складу с резолуцијом СБ УН 832.
Одговарајући на захтев, два авиона F-16 Америчког ратног ваздухопловства су 10. априла гађали српске мете, укључујући тенк и командно место. Идућег дана, два авиона F/A-18C америчког маринског корпуса гађали су остале мете у области. Истога дана, генерал Ратко Младић, командант војске Срба у БиХ, звао је генерала Роуза и претио његовим снагама, рекавши "још један напад и оборићу авионе — не могу да гарантујем безбедност УНПРОФОР-а, напашћу УНПРОФОР и ваше седиште". Младић је испунио своје претње у периоду од 12. до 14. априла. Наредио је својим снагама да опколе 150 мировњака УНПРОФОР-а, узевши их у таоце. Затим је телефонирао генералу Роузу и рекао им "да ако НАТО не заустави своје акције, ниједан војник УН неће остати жив". Неки таоци су били из земаља чланица НАТО, пре свега Велике Британије и Француске. Ове земље су из страха за безбедност својих људи захтевале да се сместа прекину напади. У знак разумевања, НАТО је привремено опозвао своје снаге, али је 15. априла, због поновних српских напада, поново послао авионе у ту област.
Као што је Младић обећао, српска војска око Горажда је покушала да обори НАТО авионе. Дана 15. априла 1994, француски Дасо Етендар IV погођен је са земље док извиђао ту област. Авион је оштећен, али се вратио безбедно на свој носач, Клеменсо. Дана 16. априла снаге УН позвале су британски морски харијер са носача ХМС Арк Ројал да уништи тенк. Након неколико неуспешних покушаја да приђе мети, оборен је из ручног бацача ракета земља-ваздух. Пилот се на време катапултирао. Спасен је, али је његов авион уништен. Након обарања херијера, НАТО није више изводио нападе око Горажда, а 17. априла Младић је ослободио већину талаца коју је узео. У наредних неколико дана Срби су пристајали на прекид ватре, а затим га кршили у околини Горажда. У покушају да обезбеди Горажде и примора Србе на поштовање споразума, НАТО и УН издале су ултиматум српским снагама: или ће Срби прекинути нападе и повући своје снаге, или ће се суочити са додатним ваздушним нападима 22. априла. Срби су се повиновали ултиматуму, у ком се тражило повлачење њиховог тешког наоружања на 20 и свих снага на 3 км од центра Горажда. Пошто су се Срби повиновали ултиматуму, НАТО је прекинуо своје операције око Горажда.

### Сарајево
Фебруара 1994. (када су ваздушни напади први пут најављивани) НАТО је формирао зону искључења тешког наоружања око Сарајева и покупио оружје на више места. Дана 5. августа, ВРС је прекршила договор о зони искључења, заузевши складиште оружја у Илиџи. Током заузимања складишта, српске снаге су раниле једног украјинског мировњака УНПРОФОР-а. Због тога су се УН поново обратиле НАТО за ваздушну подршку. Два америчка авиона А-10 у више наврата су митраљирали српске циљеве, па су Срби вратили оружје у складиште.
УНПРОФОР је поново затражио од НАТО ваздушну подршку у области Сарајева 22. септембра након што су српске снаге напале француски оклопни транспортер. Два британска јагуара SEPECAT гађали су тенк, уништивши га.

### Бањалучки инцидент
Дана 28. фебруара 1994. авион НАТО опремљен радарским системом за рано упозорење летећи изнад Мађарске упутио је два америчка авиона F-16 у област јужно од Бањалуке, где је уочио шест јастребова Ј-21 и два орла Ј-22. Наиме, српски авиони су враћали назад у своју базу након бомбардовања војне фабрике „Братство“ у Новом Травнику чиме су повредили зону забране лета. Четири српска авиона је оборено, а један се срушио док је летео ниско у покушају да побегне. НАТО је тако забележио прву борбену мисију у својој историји.

### Напад на Бихаћ, бомбардовање Удбине и таоци
Октобра и новембра 1994, током опсаде Бихаћа, муслиманско-хрватска федерација покренула велику офанзиву у околини града Бихаћа, на крајњем северозападу Босне. Срби су недуго потом покренули противнапад. У подршку својим операцијама, покренули су ваздушне нападе авионима стационираним на бившем аеродрому ЈНА у Удбини. Удбина се налази јужно од Бихаћа, а у време сукоба припадала је Републици Српској Крајини. Српски авиони бацили су напалм и касетне бомбе. Убојна средства су углавном потицала из старих, непоузданих залиха и већином нису експлодирала. Упркос томе, напад је представљао кршење зоне забране лета и изазвао НАТО. НАТО је сместа потражио начин да одговори. Међутим, његове снаге нису имале дозволу да изводе операције у хрватском ваздушном простору. Осим тога, с обзиром да је Бихаћ близу границе, српски авиони су могли нападати у Босни, а затим се враћати у Хрватску пре него што би били пресретнути. Због тога НАТО није могао да заустави упаде.

## Проширивање ваздушне кампање 1995.
Иако се 1994. година завршила мирно Картеровим примирјем, НАТО је наставио да припрема планове за нове операције. И званичници НАТО и УН веровали су да ће се по истеку примирја у марту борбе наставити. Због тога, планери у Центру за комбиноване ваздушне операције на Балкану (CAOC) почели су да припремају планове за нове ваздушне операције. До краја децембра, планери су развили план под називом „Мртво око“. Циљ тог плана је био елиминисање капацитета српског ракетног система земља-ваздух како би НАТО могао повратити неспорну супериорност у ваздуху. Наредних неколико месеци план за Мртво око постепено се развио у план за операцију Намерна сила, односно масивно бомбардовање српских циљева што је на крају извршено августа и септембра 1995.

### Бомбардовање Пала и талачка криза
Док је НАТО планирао своју нову стратегију, истекло је примирје, и, као што се предвиђало, борбе су се наставиле. Како су се борбе постепено шириле, снаге босанских Муслимана извеле су велику офанзиву на предео Сарајева. У знак одговора на напад, Срби су заузели тешко наоружање из складишта под надзором УН и почели да гађају циљеве. У знак одмазде за ове акције, командант УН, потпуковник Руперт Смит, затражио је од НАТО да изведе ваздушне нападе. НАТО је изашао у сусрет његовом захтеву и 25. и 26. новембра бомбардовао српско складиште муниције на Палама. Мисију су извели авиони F-16 Америчког ратног ваздухопловства и EF-18A Шпанског ратног ваздухопловства наоружани системом за ласерско навођење бомби. Срби су затим узели 377 мировњака УНПРОФОР-а за таоце и користили их као људски штит на разним местима у БиХ означеним за бомбардовање. То је приморало НАТО да обустави своје нападе.

### Обарање Скота О`Грејдија
Након узимања 377 талаца, НАТО није изводио даље ваздушне нападе, али је наставио да редовно надгледа зону забране лета. Дана 2. јуна 1995. капетан Скот О`Грејди из Америчког ратног ваздухопловства послат је на рутинско извиђање зоне забране лета. Док је био у извидници, српски ракетни систем земља-ваздух СА-6 оборио му је авион, F-16, код Мркоњић града. О`Грејди се катапултирао на време, али се спустио на територију коју су контролисали Срби. Многи амерички званичници верују да су Срби намерно циљали О`Грејдија с намером да га као Американца узму за таоца.
О`Грејдијево обарање у великој мери допринело је порасту тензија између НАТО и Срба. Више америчких команданата позивало је на моменталне ваздушне нападе у знак одмазде. Међутим, Срби су и даље држали већину талаца које су узели након бомбардовања Пала. Страх за сигурност талаца спречио је НАТО да енергичније дејствује. У настојању да се смање тензије Срби су пустили 121 талаца непосредно након инцидента. Упркос томе, ситуација је остала експлозивна наредних неколико дана док О`Грејдија није спасио 3. батаљон 8. маринског пука 2. маринске дивизије, ставивши тако тачку на позиве на моменталну офанзивну акцију. Убрзо након тога, Срби су пустили преостале таоце. Извукавши поуку из овог инцидента, НАТО је издао наређење да убудуће сви летови буду праћени авионима дизајнираним за сузбијање непријатељске противваздухопловне одбране (SEAD).
Дана 11. августа једна беспилотна летелица, предатор MQ-1, Америчког ратног ваздухопловства је оборена ватром противваздухопловне одбране у истој области, док се друга срушила усред механичког квара 14. августа.

### Одговор на Сребреницу
Месец дана након обарања О`Грејдија, 6. јула, ВРС покренула је офанзиву против сигурне зоне УН Сребреница. Холандски мировњаци су размишљали да се обрате НАТО за помоћ, али су одустали од тога, наводно зато што Срби нису користили тешко наоружање а и из страха да не дође до још једне талачке кризе. Дана 10. јула, пошто су се борбе појачале, холандске снаге коначно су затражиле од НАТО непосредну ваздушну подршку, али је због проблема у комуникацији унутар система двоструког кључа, захтев није одобрен до идућег дана.
Дана 11. јула НАТО се припремио да изведе велику мисију у Сребреници са 60 авиона. У 14.30 два холандска авиона F-16 гађали су српске тенкове на периферији града. Затим су послата два авиона Америчког ратног ваздухопловства F-16 да униште артиљерију, али нису успели да пронађу своје мете. Недуго потом српске снаге су заробиле неколико холандских мировњака и претили да ће их убити уколико НАТО не откаже своје нападе. Холандски командант је известио о овоме своју владу, те је холандски министар одбране Јорис Ворхуве сместа телефонирао центар за операције НАТО и тражио да се обуставе напади.
До краја дана, Сребреница је пала у руке српских снага, које су наводно починиле масакр над око 7.000 људи. Непосредно након ове трагедије, многи посматрачи кривили су НАТО што се није више ангажовао. Новинар Дејвид Род касније је писао: „...да је НАТО на време пружио непосредну ваздушну подршку... 7.079 несталих би можда данас били живи“. Осећај да је могао спречити на хиљаду смртних случајева да је деловао одлучније навело је НАТО да убрза планове за операцију Намерна сила.

### Лондонска конференција
После догађаја у Сребраници, представници шеснаест земаља су се састали у Лондону на конференцији, која је почела с радом 21. јула 1995, да размотре нове опције везане за БиХ. Том приликом генерални секретар УН Бутрос Бутрос Гали дао је генералу Бернару Жанвијеу, војном команданту УН, овлашћење да тражи од НАТО ваздушне нападе без консултовања цивилних званичника УН. Североатлантски савет, врховно политичко тело НАТО, и УН сложили су се и око употребе ваздушних напада НАТО као одговора на нападе на било коју сигурну зону у БиХ. Учесници конференције су се у принципу сложили и око употребе ваздушних напада широких размера као одговора на будуће чинове српске агресије.

## Операција Намерна сила
Дана 28. августа 1995. минобацачка граната пала је на Сарајевску пијацу и однела животе 37 људи. САД су за напад окривиле српске снаге. Адмирал Лејтон Смит, командант НАТО, предложио је да НАТО у знак одмазде покрене ваздушне нападе против Срба. Напади би били изведени по плану који је смишљен за операцију Намерна сила. Дана 30. августа 1995. НАТО је званично покренуо операцију Намерну силу, односно масовно бомбардовање српских циљева.

## Завршетак Операције
Након прихватања Дејтонског мировног споразума, више није потребе за спречавањем лета. Стога је Савет безбедности Уједињених нација је 15. децембра 1995. и званично прогласио да је резолуција о зони забране лета престала да важи. Идућег дана, 16. децембра, Североатлантски савет пристао је на прекид операције Спречити лет, што је ступило на снагу 20. децембра. Дана 21. децембра 1995. НАТО је одржао формалну церемонију окончања операције у Виченци. Многе снаге које су биле предвиђене за спречавање лета добиле су задатак да пружају подршку новим мировњацима ИФОР у БиХ (Операција одлучујући подухват).

### Књиге
- Beale, Michael (1997). Bombs over Bosnia: The Role of Airpower in Bosnia-Herzegovina. Maxwell Air Force Base, Montgomery: Air University Press. OCLC 39892597.
- Boot, Max (2006). War Made New. New York: Gotham Books. ISBN 978-1-59240-222-9. OCLC 69104262.
- Bucknam, Mark (2003). Responsibility of Command. Maxwell Air Force Base: Air University Press. ISBN 978-1-58566-115-2. OCLC 52199670.
- Burg, Steven; Shoup, Paul (1999). The War in Bosnia-Herzegovina. Armonk: M.E. Sharper. ISBN 978-1-56324-308-0. OCLC 44955248.
- Davis, Bradley (2000). „The Planning Background”. Deliberate Force. Maxwell Air Force Base: Air University Press. ISBN 978-1-58566-076-6. OCLC 43095788.
- Foster, Edward (1995). NATO's Military in the Age of Crisis Management. London: Royal United Services Institute for Defence Studies. ISBN 978-0-85516-099-9. OCLC 32775929.
- Holbrooke, Richard (1999). To End a War. New York: Modern Library. ISBN 978-0-375-75360-2. OCLC 40545454.
- Moore, Rebecca (2007). NATO's New Mission. Westport: Praeger Security International. ISBN 978-0-275-99296-5. OCLC 74966600.
- National Defense University (1997). Allied command structures in the new NATO. National Defense University Press. ISBN 978-1-57906-033-6.
- Ripley, Tim (2001). Conflict in the Balkans, 1991–2000. London: Osprey Publishing. ISBN 978-1-84176-290-6.
- Rohde, David (1997). A Safe Area, Srebrenica: Europe's Worst Massacre Since the Second World War. London: Pocket Books. ISBN 978-0-671-00499-6. OCLC 37329422.

### Чланци
- Allin, Dana (2002). NATO's Balkan Interventions. Adelphi Paper 347. International Institute for Strategic Studies. ISBN 978-0-19-851676-7.
- „Bosnian Serb leader parlays with Carter, promises peace moves”. Deutsche Presse-Agentur. 15. 12. 1994.
- Cohen, Roger (22. 11. 1994). „NATO, Expanding Bosnia Role, Strikes a Serbian Base in Croatia”. The New York Times.
- Cohen, Roger (9. 12. 1995). „Serbs Release 55 Canadians But Renew Attack on Enclave”. The New York Times. Приступљено 28. 4. 2009.
- „Deny Flight shootdown may put USAF on the offensive”. Jane's Defence Weekly. 24. 6. 1995.
- „Flexing Joint Muscle: Mixed air groups aboard carriers”. Jane's Navy International. децембар 1997.
- Gordon, Michael (11. 4. 1994). „Conflict in the Balkans: NATO; Modest Air Operation in Bosnia Crosses a Major Political Frontier”. The New York Times. Приступљено 17. 2. 2009.
- Gordon, Michael (5. 4. 1994). „No 'Green Light' for Serb Attacks, Clinton Says”. The New York Times. Приступљено 17. 2. 2009.
- Gordon, Michael R. (1. 3. 1994). „Conflict in the Balkans: NATO Craft Down 4 Serb Warplanes Attacking Bosnia”. The New York times. Приступљено 17. 11. 2012.
- Leurdijk, Dick (1997). „Before and after Dayton: The UN and NATO in the former Yugoslavia”. Third World Quarterly.
- Owen, Robert (лето 1997). „The Balkans Air Campaign Study: Part 1”. Airpower Journal.
- „RAF Harriers could add teeth to RN carriers”. Jane's Defense Weekly. 26. 6. 1996.
- „Ratko Mladic's very personal war”. BBC World Service. 26. 7. 2008. Приступљено 8. 3. 2009.
- Safire, William (23. 11. 1995). „Essay: Biting Bosnia's Bullet”. The New York Times. Приступљено 16. 2. 2009.
- Cohen, Roger (29. 8. 1995). „Shelling Kills Dozens in Sarajevo; U.S. Urges NATO to Strike Serbs”. The New York Times. Приступљено 16. 11. 2012.
- Simmons, Dean (мај 1997). „Air operations over Bosnia”. United States Naval Institute Proceedings.
- Slick, Anthony (мај 1995). „Working the swing role into the 21st century--The F/A-18D”.
- Spence, Mike (октобар 2000). „Lessons for combined rules of engagement”. United States Naval Institute. Proceedings.
- Starr, Barbara (14. 8. 1993). „Deny Flight forces poised for Bosnia strikes”. Jane's Defence Weekly.
- Starr, Barbara (28. 1. 1995). „The Jane's Interview”. Jane's Defence Weekly.
- Sudetic, Chuck (19. 11. 1994). „Napalm and Cluster Bombs Dropped on Bosnian Town”. The New York Times. Приступљено 28. 4. 2009.
- Williams, Daniel; Devroy, Ann (15. 12. 1994). „Carter Undertakes Bosnia Peace Initiative”. The Washington Post.
- Wallander, Celeste (јесен 2000). „Institutional Assets and Adaptability: NATO After the Cold War”. International Organization. (subscription required for viewing)

### Материјал с интернета
- „Operation Deny Flight”. AFSOUTH Fact Sheets. NATO Regional Headquarters Allied Forces Southern Europe. Архивирано из оригинала 8. 6. 2011. г. Приступљено 17. 4. 2011.
- „Resolution 816” (PDF). United Nations Security Council Resolutions. UN Security Council. Приступљено 17. 2. 2009.